# سجستان

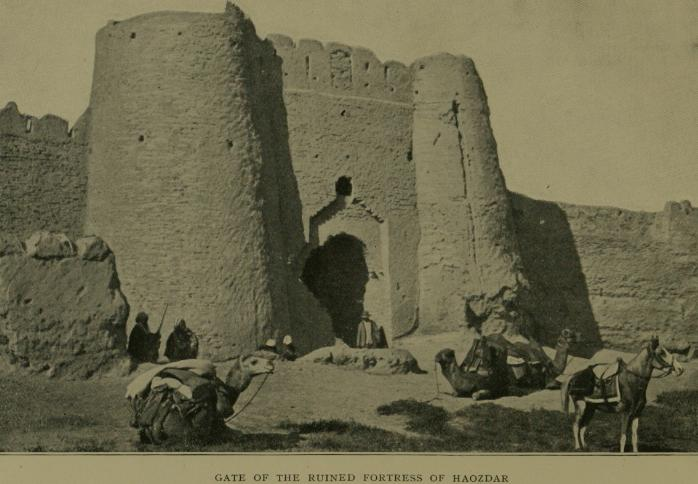
أحد البوابات في مدينة سجستان تقع في أفغانستان حاليًا، الصورة من كتاب «حول أفغانستان (1909)».

سِجِسْتَان أو سِسْتَان، أو سَكَسْتَان قديما، (بالفارسية: سیستان، سکستان، زَرَنگ) هي منطقة تاريخية تقع معظمها في أفغانستان وأجزاء منها في باكستان وإيران.
إقليم سجستان كان من الأقاليم المهمة للخلافة الإسلامية بوصفه ثغراً إسلامياً، وقاعدة إسلامية مهمة لمواجهة القوى التي تهدد الدولة الإسلامية من الشرق والشمال الشرقي ممثلة في زنابلة كابل وزابلستان وبلاد الهند الشمالية، ثم أصبح فيما بعد إقليماً تابعاً للدولة الطاهرية (205-259هـ /820-873 مـ) التي اتخذت من نيسابور قاعدة لها، ثم نشأت فيه الدولة الصفارية (247-300هـ / 861-912 مـ) واتخذته قاعدة لحكمها، ومنطلقاً لسيطرتها على بقية الأقاليم الشرقية، وبعد انهيارها انضوى تحت سيادة الدولة السامانية (250-395هـ /864-1005 مـ) ثم الغزنوية (351-582/962-1186 مـ).
قال ياقوت الحموي في معجم البلدان: «سجستان بكسر أوله وثانيه: وهي ناحية كبيرة وولاية واسعة، وعاصمتها مدينة زرنج، وبينها وبين هراة عشرة أيام ثمانون فرسخاً، وهي جنوبي هراة، وأرضها كلها رملة سبخة، والرياح فيها لا تسكن أبداً ولا تزال شديدة تدير رحيهم، وطول سجستان أربع وستون درجة وربع، وعرضها اثنتان وثلاثون درجة وسدس». وقال محمد بن جرير الطبري: «قصد عاصم بن عمرو التميمي سجستان في سنة 23 هـ في خلافة عمر بن الخطاب رضي الله عنه، والتقى مع أهل سجستان في أدنى أرضهم، فهزمهم عاصم ثم أتبعهم حتى حاصرهم في بزرنج، ثم طلب أهل سجستان الصلح فصالحهم عاصم».
كانت سيستان موطنا لعدد من القبائل السكوثية الإيرانية الأصل. إضافة إلى ذلك فقد كان الصفاريون الذين حكموا إيران من 861 إلى 1002 قد جاؤوا في الأصل من بلاد الساس من الجبال الشرقية.

## الاسم
يعود أصل تسمية سيستان إلى القبائل السكوثية. بدأت القبائل السكوثية تقطن منطقة سيستان في أوائل العهد البارثي. وقد كان الاسم الأعرق لهذه المنطق (قبل مجيئ القبائل السكوثية) يعرف بـ«زرنكا»، أي، «أرض المياه».[بحاجة لمصدر]
و قد ذكر الفردوسي في الشاهنامه منطقة سيستان (التي عرفت أيضا بـ"زابلستان") كمسقط رأس للبطل الأسطوري الفارسي رستم.[بحاجة لمصدر]

## سجستان في التاريخ
غطت الحضارة الجيروفتية منطقة سجستان وأرض الساس في الألفية الثالثة قبل المسيح، وبعدها قطن الأريون المنطقة، ومع الوقت تم إنشاء مملكة عرفت بـ«اراشوسيا» التي حكم أجزاء منها الميديون عام 600 قبل الميلاد. وفي عام 550 قبل الميلاد إنقلب الأخمينيون على الميديين وتم الإستيلاء بالكامل على مملكة اراشوسيا. وفي القرن الثالث قبل الميلاد استولى الأسكندر المقدوني على المنطقة ضمن حملته الواسعة في المشرق، وأسس مدينة «إسكندرية اراشوسيا» الواقعة في ما يعرف اليوم بمدينة قندهار.
إقليم سجستان –خلال هذه المدّة – كان موطناً لتيارات فكرية ومذهبية مختلفة، ولكل واحد منها علماؤه، وآراؤه، ومعتقداته، كانت تلقى دعماً من بعض القوى السياسية، إن لم تكن تتبنّاها، وتؤمن بفكرها، وتعمل جاهدة على نشرها، فقد كان هناك حضور كبير لفرقة الخوارج، حتى قيل «إن سجستان كعبة خوارج المشرق» وبهذه البلاد نشأت فرقة الكرّامية المجسمة وترعرت قبل انتشارها في أقاليم المشرق الإسلامي الأخرى، كما سادت في إقليم سجستان المذاهب الفقهية السنية ولاسيما المذهبين الحنفي الشافعي، وبعض مذاهب الشيعة كالجعفرية والإسماعيلية. ودراسة هذه الفرق والمذاهب مهم جداً؛ لبيان أثرها في تطور الفكر الإسلامي في هذه البلاد خاصة، والبلاد الإسلامية عامة.
و في منتصف القرن الثالث، وبعد أن توارثت عدة ممالك ودول حكم المنطقة، ظهر الساسانيون الذين إنقلبوا على البارثيين وحكموا سيستان. وفي عام عام 640 وقعت المنطقة تحت حكم الخلافة الراشدة. وكان الصفاريون الذين جاؤوا من سيستان هم أحد أبرز السلالات الساسية التي حكمت أفغانستان بعد الفتح الإسلامي.

## الديانة الزرادشتية
و لمنطقة سيستان علاقة تاريخية بالديانة الزرداشتية، حيث وفي العصور الساسانية كانت بحيرة هامون الواقعة في سيستان أحد موضعين يحج إليهما أتباع الديانة الزرداشتية. وترمز البحيرة إلى بعض الأساطير الفارسية المتعلقة بإنقاذ العالم وولادة المنقذين من بقايا البذور التي تركها النبي زرادشت في بحيرة هامون.[بحاجة لمصدر]

## أعلام
- أبو حاتم السجستاني.
- أبو بكر السجستاني.
- أبو سليمان السجستاني.
- أبو يعقوب السجستاني.
- أبو داود السجستاني.
- أبو بكر بن أبي داود.
- عثمان بن سعيد الدارمي.
- محمد بن كرام السجستاني.
- معين الدين الجشتي.
- الفرخي السيستاني.